# ギンヌンガガプ
ギンヌンガガプ（Ginnungagap、ギンヌンガ・ガップとも）とは、北欧神話に登場する、世界の創造の前に存在していた巨大で空虚な裂け目のことである。
日本語訳ではギンヌンガの淵（ギンヌンガのふち）、ギンヌンガの裂け目（ギンヌンガのさけめ）という表記もみられる。

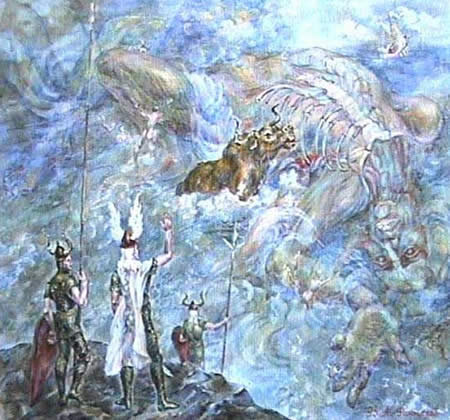
殺害されたユミル。（イメージイラスト）

ギンヌンガガプの北からは激しい寒気が、南からはムスペルヘイムの耐え難い熱気が吹きつけている。世界の始まりの時において、寒気と熱気がギンヌンガガプで衝突した。熱気が霜に当たると、霜から垂れた滴が毒気 (Eitr) となり、その毒気はユミルという巨人に変じた。このユミルは全ての霜の巨人（ヨトゥン）たちの父となり、またのちに殺され彼の肉体によって世界が形作られることとなる。滴からは牝牛のアウズンブラも生まれ、ユミルはアウズンブラから流れ出る乳を飲んで生き延びた。アウズンブラは氷をなめ、そのなめた部分からブーリが生まれた。北欧神話の主神であるオーディンはブーリの孫にあたる。のちにオーディンらによってユミルが殺されたときに、ギンヌンガガプはユミルの血で満たされたという。